# Corpul Experților Contabili și Contabililor Autorizați din România
Corpul Experților Contabili și Contabililor Autorizați din România (CECCAR) este organismul profesional care gestionează profesia contabilă din România și funcționează în baza Ordonanței Guvernului nr. 65/1994 privind organizarea activității de expertiză contabilă și a contabililor autorizați, republicată, cu modificările și completările ulterioare. Cu o istorie de peste 100 de ani, Corpul datează încă din anul 1921, când prin Decret Regal a fost înființat sub numele Corpul Contabililor Autorizați și Experților Contabili.
Astăzi, CECCAR este reprezentat în toate cele 41 de județe ale țării și în Municipiul București, prin filiale teritoriale. CECCAR are acoperire națională, toate cele 42 de filiale având sedii de desfășurare a activității în reședințele de județ și salariați care asigură logistica la nivel național, fiind printre cele mai mari organisme profesionale din regiunea de sud-est a Europei, cu peste 40.000 de membri.
De la înființare și până în prezent, Corpul a cunoscut mai multe etape de dezvoltare în prezent fiind membru al Federației Internaționale a Contabililor (IFAC), al Accountancy Europe (organizația europeană a contabililor) , al Federației Internaționale a Experților Contabili Francofoni (FIDEF), al Comitetului de Integrare Latină Europa America (CILEA), al Federației Europene a Consilierilor Fiscali (ETAF) și al altor organisme internaționale și regionale.

## Istorie
Organizarea și legiferarea unei asociații de experți contabili au reprezentat un subiect de maximă importanță încă din anul 1888, când un grup de absolvenți ai școlilor comerciale, în majoritate funcționari superiori ai Băncii Naționale a României, au înființat Cercul Absolvenților Școalelor Comerciale și Financiare, al cărui președinte a fost ales profesorul Theodor Ștefănescu, transformat zece ani mai târziu în Asociația Absolvenților Școalelor Superioare de Comerț, sub aceeași președinție și avându-l ca secretar pe Nicolae Butculescu.
În urma dezbinării Asociației, o parte dintre membrii săi au înființat, în 1907, Uniunea Absolvenților Școalelor Comerciale, sub președinția lui I.Șt. Rasidescu, urmând ca peste trei ani cele două organizații ale absolvenților să se unească, sub denumirea de Corpul Absolvenților Școlilor Superioare de Comerț, avându-i ca președinte pe Nicolae Butculescu, subadministratorul Casei Regale, și ca vicepreședinți pe Vasile M. Ioachim, director la Societatea Gospodăriile Țărănești, și pe Nicolae Arghir, director la Ministerul Refacerei și Aprovizionărei. Șase ani au trecut până când Corpul absolvenților a căpătat personalitate juridică, prin Legea din 17 februarie 1916.
În anul 1918 se constituie Cercul de Studii Comerciale și, în urma apelului lui Nicolae Butculescu, comercianții din toată țara reiau cu perseverență ideea constituirii unui Corp al contabililor. La 5 mai 1919, Cercul de Studii Comerciale își inaugurează activitatea, în Palatul Camerei de Comerț, prin conferința organizată de Petru Drăgănescu-Brateș având drept subiect experții contabili din România.
Vasile M. Ioachim și Petru Drăgănescu-Brateș au redactat un proiect pentru organizarea unui Corp de experți contabili, care a fost prezentat Cercului de Studii Comerciale spre studiere. La propunerea lui Nicolae Butculescu, proiectul a fost completat și cu reglementarea profesiei de contabil în general, nu numai a experților contabili. În iulie 1920, proiectul cu modificările aduse a fost înmânat personal lui Grigore Trancu-Iași, ministrul muncii, cu rugămintea de a-l însuși pe seama ministerului domniei sale. Așa se face că președintele Comisiei a 9-a, D.R. Ioanițescu, și-a luat sarcina de a fi raportorul legii în Cameră; a redactat raportul, a obținut aprobarea să fie luat în discuție de urgență, fără să treacă prin secțiuni, și astfel proiectul a fost votat de Camera Deputaților în ședința din 18 iunie 1921, iar în ședința din 1 iulie 1921 a avut loc votarea sa și la Senat.
La 13 iulie 1921, regele Ferdinand I al României a aprobat legea, prin Decretul Regal nr. 3.063, textul fiind contrasemnat și de Grigore Trancu-Iași, în calitate de ministru al muncii și ocrotirilor sociale. Legea a fost publicată în Monitorul Oficial nr. 80 din 15 iulie 1921. Astfel a luat ființă Corpul Contabililor Autorizați și Experților Contabili.
După instaurarea regimului comunist, libera inițiativă a fost înlocuită de economia dirijată, lucru care s-a răsfrânt, inevitabil, și asupra profesiei contabile, o profesie liberală prin excelență.
În anul 1947 s-a înființat Consiliul permanent al normării contabilității, iar Ministerul Finanțelor va coordona de acum înainte întreaga metodologie a normării contabile.
În anul 1948 are loc naționalizarea principalelor mijloace de producție, astfel încât centralizarea tuturor comenzilor economice devine operantă sută la sută. În aceste condiții, existența unui Corp al contabililor independenți devenea aproape imposibilă.
Peste numai trei ani, în urma Hotărârii Consiliului de Miniștri (condus de dr. Petru Groza) nr. 201 din 8 martie 1951, Marea Adunare Națională (sub președinția lui Constantin Ion Parhon) emite Decretul nr. 40 din 10 martie 1951, prin care se desființează Corpul Contabililor Autorizați și Experților Contabili.
Imediat după înlăturarea regimului comunist, în anul 1992, a fost înființată asociația Corpul Experților Contabili și Contabililor Autorizați din România, președinte fiind Gheorghe Butnariu. În anul 1994, în timpul mandatului ministrului finanțelor din acea perioadă, prof. univ. dr. Florin Georgescu, în baza Ordonanței Guvernului nr. 65 din 19 august 1994 a fost reînființat Corpul Experților Contabili și Contabililor Autorizați din România, ca persoană juridică autonomă și de utilitate publică.

## Obiectiv
CECCAR, în calitate de organism profesional, se preocupă continuu de dezvoltarea competențelor și abilităților profesionistului contabil, care să îi permită furnizarea de servicii suplimentare celor tradiționale, la un nivel de calitate ridicat. În acest sens, printr-un proces de cercetare continuu, în parteneriat cu mediul universitar și cu cel de afaceri, CECCAR urmărește și susține evoluția a carierei profesionistului contabil, mai ales prin identificarea noilor cerințe de formare profesională continuă, asociate acesteia, ca premisă a unor acțiuni eficiente.
Cele două certificări oferite de CECCAR - expert contabil și contabil autorizat – respectă standardele de educație IFAC iar membrii CECCAR își asumă angajamentul de a se conforma normelor profesionale și de etică în domeniu fiind supuși unui control de calitate riguros.
CECCAR susține și promovează practicile profesionale de înaltă calitate, concentrându-se în mod  deosebit pe competența, aptitudinile și etica celor implicați în profesie.
CECCAR urmărește și susține dezvoltarea profesională a membrilor, astfel încât să servească interesul public, să pună bazele unei economii solide și orientate spre progres.
Accesul la profesia de expert contabil și la cea de contabil autorizat se face pe baza examenului de admitere la un stagiu de trei ani, prin efectuarea acestuia și prin susținerea unui examen de aptitudini, la finalizarea stagiului.
Experții contabili și contabilii autorizați pot să-și exercite profesia individual ori se pot constitui în societăți comerciale potrivit legii.
Evidența membrilor CECCAR se ține prin intermediul Tabloului Corpului care se publică anual în Monitorul Oficial al României, Partea I. În anul 2016, au obținut viza/avizul de exercitare a profesiei și au fost publicați în Monitorul Oficial al României un număr de aproximativ 33.000 de membrii, persoane fizice și juridice care au un total de aproximativ 15.000 de angajați.
Tabloul membrilor se actualizează pe parcursul anului, forma actualizată putând fi consultată pe site-ul CECCAR.

## Membrii CECCAR – parteneri ai mediului economic
CECCAR furnizează o platformă națională de educație și dezvoltare prin intermediul Programului Național de Dezvoltare Profesională Continuă (PNDPC), derulat lunar, la nivelul celor 42 de județe, prin filialele Corpului și care este actualizat la fiecare 5 ani.
Cunoștințele necesare pentru a funcționa eficient ca profesionist contabil, practician individual sau organizat în cabinete, în industrie, comerț, educație și în sectorul public se extind și se schimbă rapid. Profesioniștii contabili se confruntă în permanență cu așteptări și exigențe sporite legate de cunoștințele și capacitățile lor. Ei și asociațiile lor profesionale se confruntă cu investigații fără precedent ale calității controlului intern, ale guvernării întreprinderilor; în plus, necesitatea de a fi competitiv face să sporească rolul și responsabilitățile profesioniștilor contabili din entitățile de toate tipurile, de interes public sau privat.
Competențe profesionale ale experților contabili: organizarea și conducerea contabilității, supravegherea  gestiunii societăților comerciale, întocmirea situațiilor financiare și efectuarea de expertize contabile.
Competențe profesionale ale contabililor autorizați: ținerea contabilității și pregătirea lucrărilor în vederea  întocmirii situațiilor financiare.
Expertul contabil are competențe pentru a executa, ca profesionist individual sau ca societate, pentru persoanele fizice și juridice, următoarele lucrări:
- organizează, conduce, ține, verifică și supraveghează contabilitatea, întocmește și semnează situațiile  financiare și execută lucrări cu caracter fiscal, respectiv calculul de impozite, taxe și contribuții, întocmirea și  depunerea de declarații fiscale și asigurarea reprezentării clientului în relația cu autoritățile fiscale, ca parte a  unui contract de prestări de servicii în domeniul contabilității;
- acordă asistență de specialitate privind organizarea și ținerea contabilității;
- efectuează analize și evaluări economico-financiare în scop financiar-contabil, altele decât cele definite prin  Ordonanța Guvernului nr. 24/2011 privind unele măsuri în domeniul evaluării bunurilor, aprobată cu modificări  prin Legea nr. 99/2013, cu modificările și completările ulterioare, și care nu se concretizează într-un raport de  evaluare întocmit potrivit standardelor de evaluare adoptate de Asociația Națională a Evaluatorilor Autorizați  din România (ANEVAR);
- efectuează expertize financiar-contabile, inclusiv expertize financiar-contabile cu componentă fiscală, dispuse  de organele judiciare sau solicitate de persoanele fizice ori juridice în condițiile prevăzute de lege și de  reglementările CECCAR;
- execută alte lucrări cu caracter financiar-contabil, inclusiv activități de evidență electronică a personalului, de salarizare, de organizare administrativă și informatică, certificare de informații, date și documente;
- îndeplinește, potrivit dispozițiilor legale, atribuțiile prevăzute în mandatul de cenzor și de mandatar financiar;
- acordă asistența de specialitate necesară pentru înființarea și reorganizarea societăților;
- asigură managementul financiar-contabil și al performanței economice;
- asigură controlul intern de gestiune și managementul riscurilor persoanelor juridice;
- acordă consultanță în gestiune financiară și în contabilitate, prestează servicii specifice contabilității  manageriale și raportării integrate;
- efectuează pentru persoanele fizice și juridice servicii profesionale care presupun cunoștințe privind activitățile  menționate mai sus.

Contabilul autorizat are competențe pentru a executa pentru persoanele fizice și juridice următoarele lucrări:
- ține contabilitatea operațiunilor economico-financiare prevăzute în contract;
- pregătește lucrările în vederea întocmirii situațiilor financiare;
- efectuează activități de evidență electronică a personalului și de salarizare.

Expertul contabil judiciar – în urma unei testări organizate de CECCAR, experții contabili pot deveni experți contabili judiciari și se pot înscrie pe listele experților contabili pe specializări, transmise anual de Corp Ministerului Justiției. Programele de pregătire profesională continuă derulate de CECCAR permit actualizarea cunoștințelor membrilor în domeniile financiar-contabil și fiscal, derulându-se conform standardelor IFAC și fiind corelate cu legislația în domeniu.
Membrii CECCAR sunt obligați să respecte cerințele etice ale Corpului, prevăzute în Codul etic național al profesioniștilor contabili. 
CECCAR realizează audit de calitate în domeniul serviciilor contabile și al expertizei contabile judiciare.

## Formare
Accesul la profesia de expert contabil și la cea de contabil autorizat se face pe baza examenului de admitere la un stagiu de trei ani – organizat de CECCAR –, prin efectuarea acestuia și prin susținerea unui examen de aptitudini, la finalizarea stagiului. Se pot înscrie pentru susținerea examenului de acces la stagiu absolvenții de studii superioare economice cu diplomă de licență recunoscută de Ministerul Educației Naționale.
CECCAR, în calitatea sa de membru IFAC, are obligația să se asigure că profesioniștii contabili continuă să își dezvolte și să își mențină competențele profesionale cerute de utilizatorii serviciilor lor. CECCAR facilitează accesul tuturor profesioniștilor contabili la oportunitățile și resursele necesare dezvoltării profesionale continue pentru a-i ajuta în demersul de educație permanentă. CECCAR oferă direct programe de dezvoltare profesională continuă în cadrul PNDPC.

## Editura CECCAR
Editura CECCAR este parte a Corpului Experților Contabili și Contabililor Autorizați din România, preocupându-se să pună la dispoziția membrilor revista Contabilitatea, expertiza și auditul afacerilor, cărți, broșuri și cataloage cu specific financiar-contabil și fiscal.